# Любча (Гродненская область)
Любча (бел. Любча) — городской посёлок в Новогрудском районе Гродненской области Беларуси. Административный центр Любчанского сельсовета.   Центр сельского хозяйства «Принёманский».
Численность населения — 962 человек (на 1 января 2025 года).

## География
В 26 км на северо-восток от Новогрудка, в 49 км от железнодорожной станции Новоельня на линии Барановичи—Лида.

### Гидрография
Расположен на левом берегу реки Неман.

## Геральдика
Герб учреждён Указом Президента Республики Беларусь от 24 июля 2014 года № 373.

## Этимология
Топоним Любча образовался от слова "любить" или от имени Люб.

## История

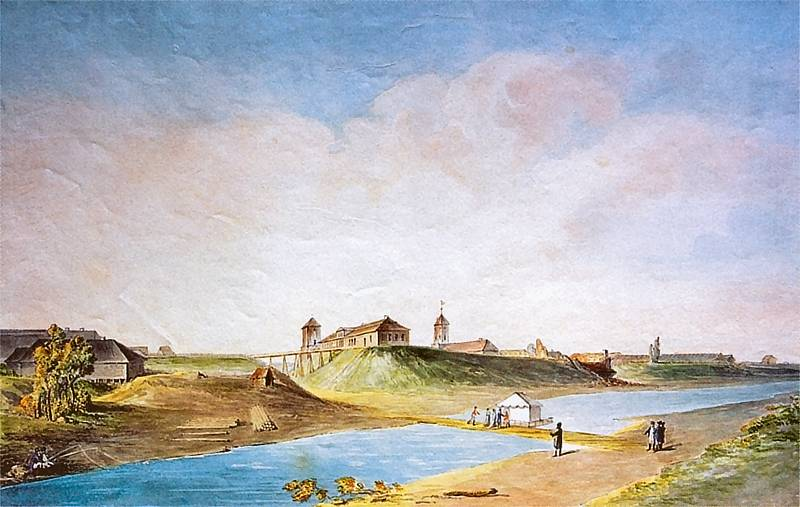
Любча. Ю. Пешка, начало XIX в.

Впервые упоминается в 1401 году в немецких хрониках, как объект походов крестоносцев.
В 1499—1517 гг. двор Новогрудского повета, государственная собственность, пожалован выходцу из Брянской земли господарскому писарю, стоклишскому наместнику Фёдору Григорьевичу.
В 1519—1530 гг. имение Мартина Мелешковича и Мышки Богдановича Холоневского.
В Великом Княжестве Литовском принадлежало Хрептовичам, Гаштольдам, Кишкам (Ян Кишка основал здесь Любчанский замок (1581 год), школу и арианский храм, с XVII века — кальвинистский собор), с 1606 года принадлежала Радзивиллам. В 1590 году король Сигизмунд Ваза предоставил Любче Магдебургское право и герб. Радзивиллы с целью экономического укрепления и увеличения местечка приглашают в него мещан из Минска, Новогрудка и других королевских городов.

В XVII веке создаются ремесленные цеха, также существовала типография, основанная Петром Бластусовичем (Бластус) Кмитом, где печаталась литература по медицине, истории, поэтические произведения и др.
В 1612 году Петр Бластус Кмита перевез из Вильно в Любчу типографское оборудование и основал здесь свою типографию. За 20 лет Кмитом было издано 59 названий книг на польском и латинском языках по истории, медицине, философии и др., а также несколько поэтических произведений. С 1632 года печатную работу Петра Кмиты продолжал его сын — Иоанн Даниэль.
С 1795 года в составе Российской империи, местечко, центр волости Новогрудского уезда.
В 1897 году в Любче более 200 дворов, 3374 жителей.
В 1921—1939 годах в составе Польши, центр гмины Новогрудского повета и воеводства.
С 1939 года в БССР, с 1940 года центр Любченского района Барановичской области. Во время Великой Отечественной войны любчанские евреи были согнаны в гетто и практически полностью уничтожены.
С 1954 года в Гродненской области, с 1956 года в Новогрудском районе.
В 1996 году в Любче 540 дворов, 1628 жителей, школа, 7 магазинов, 2 библиотеки, больница и другие учреждения.

Любча на старых снимках
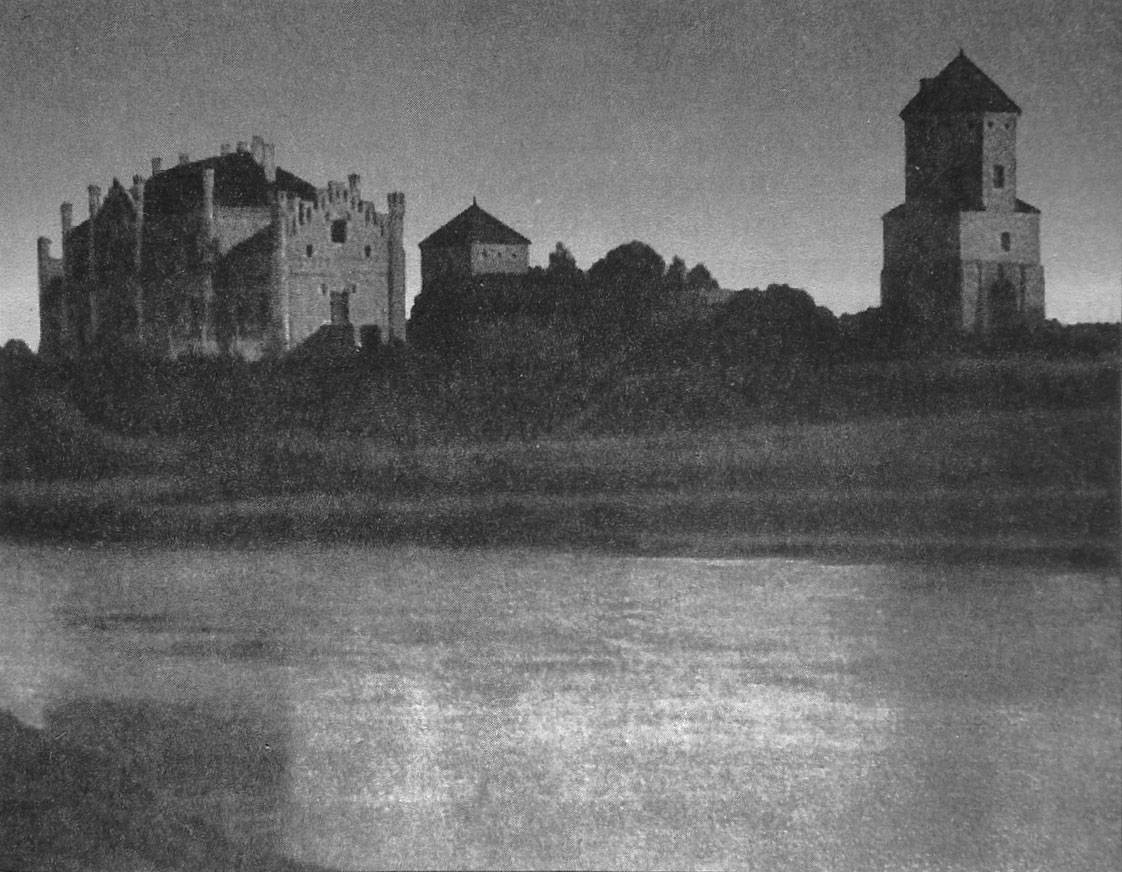
Замок
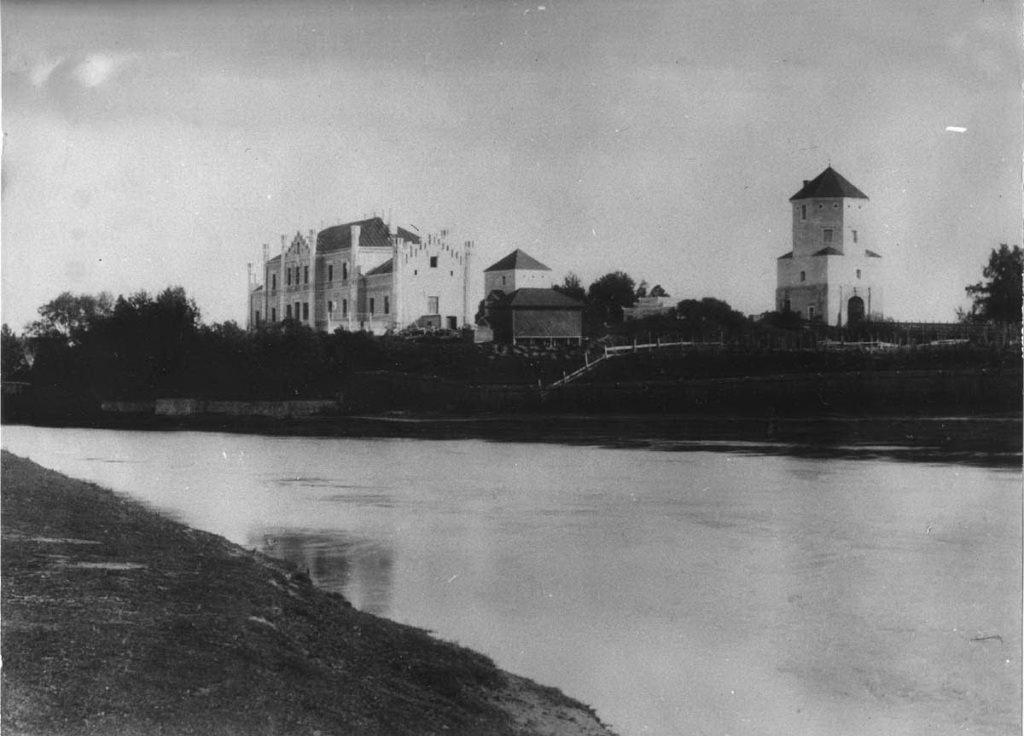
Замок
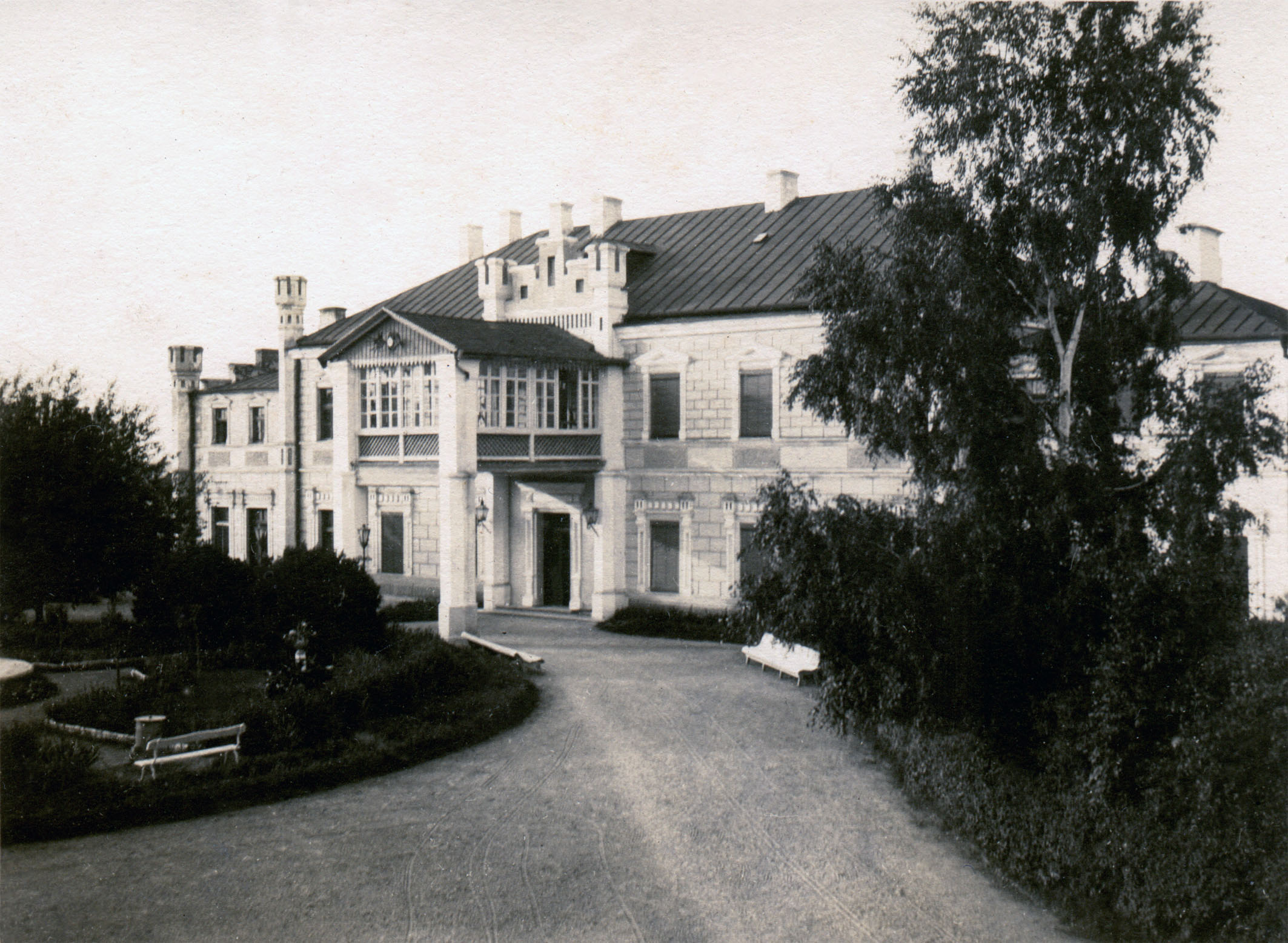
Дворец
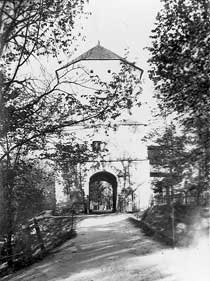
Башня с воротами
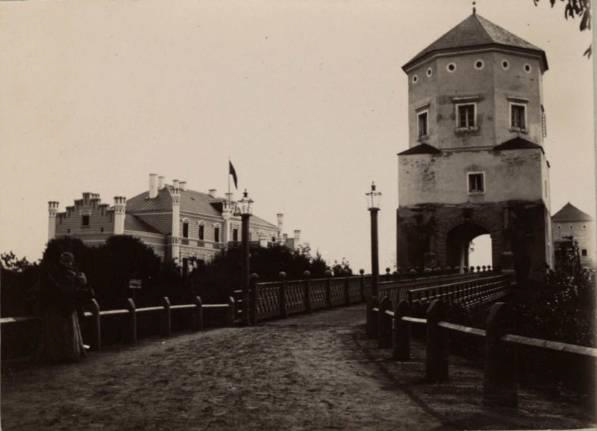
Башня-брама
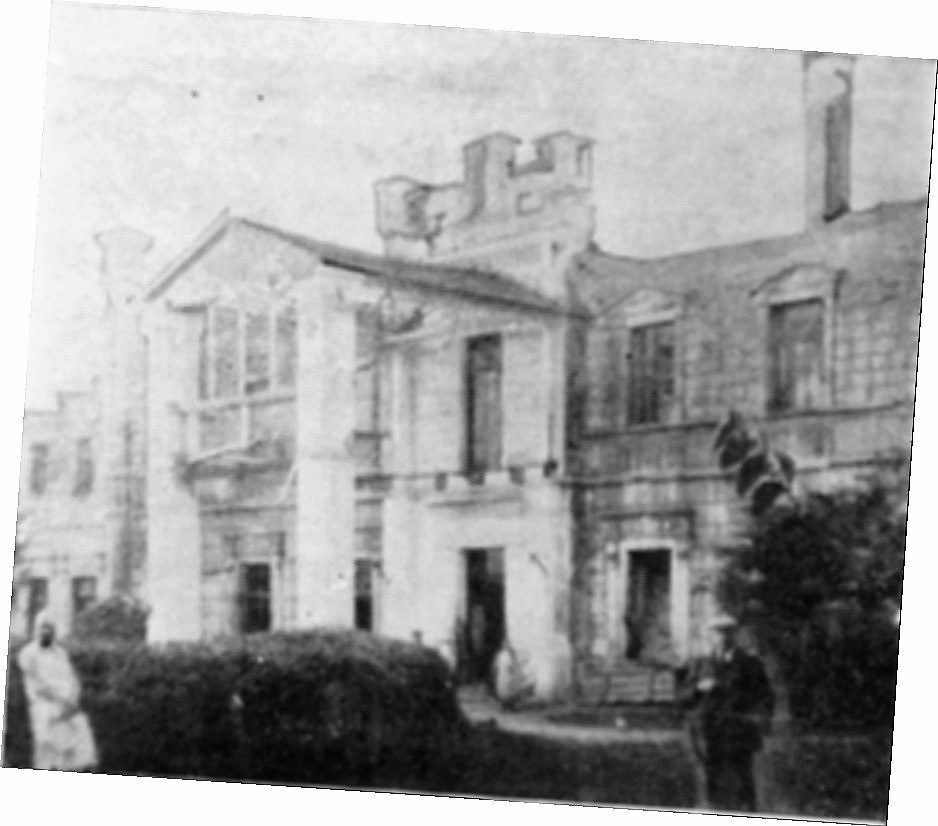
Дворец, главный вход
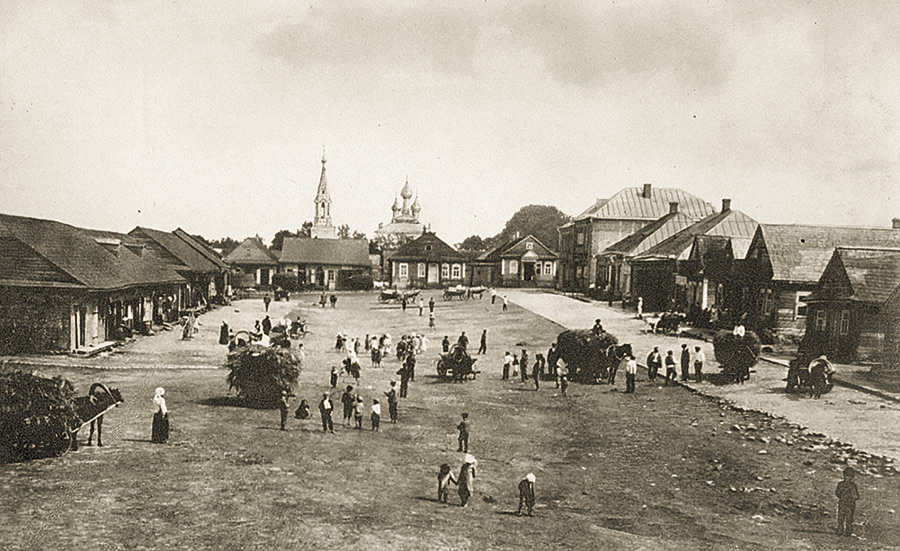
Рынок
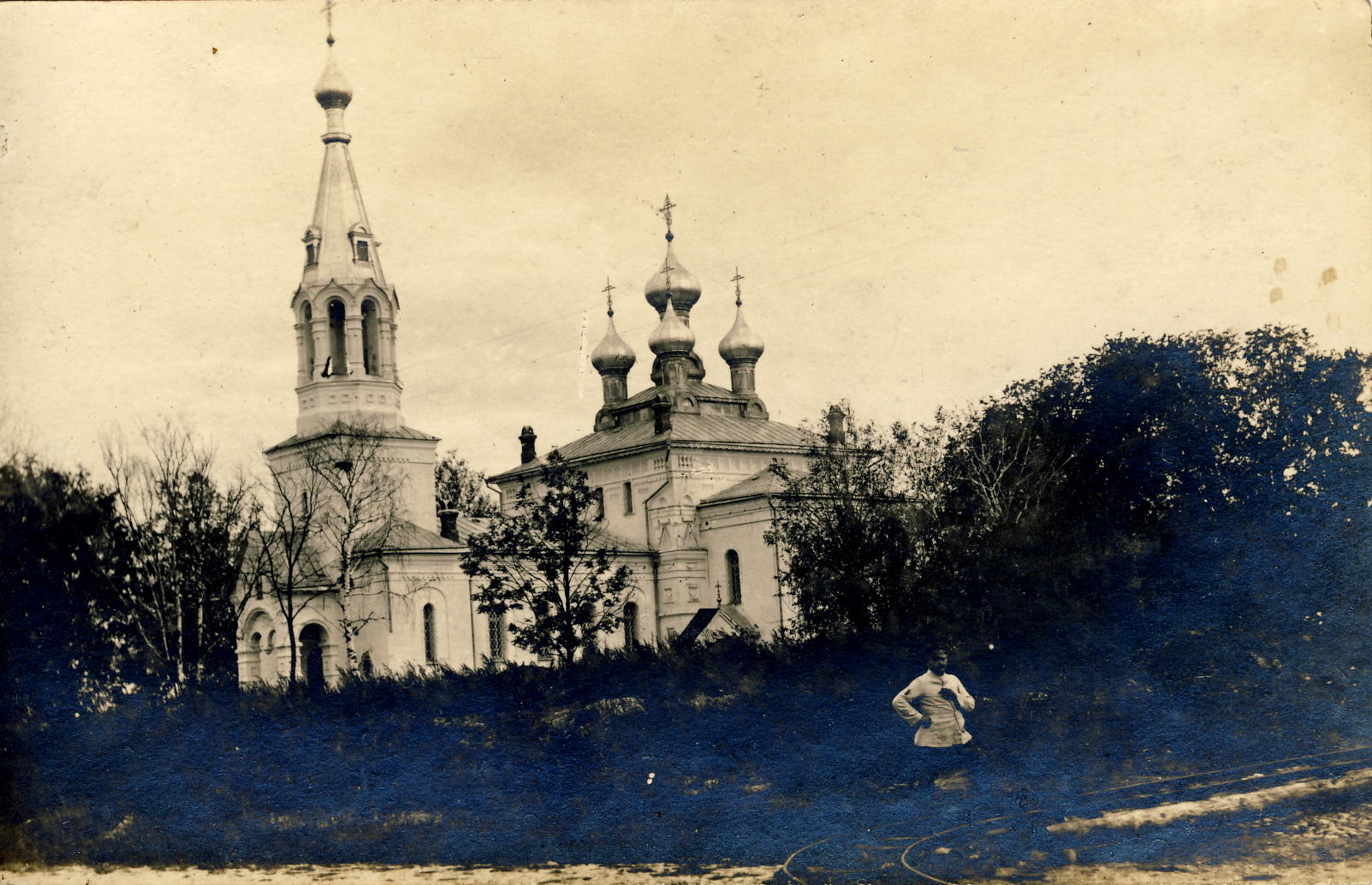
Свято-Ильинская церковь
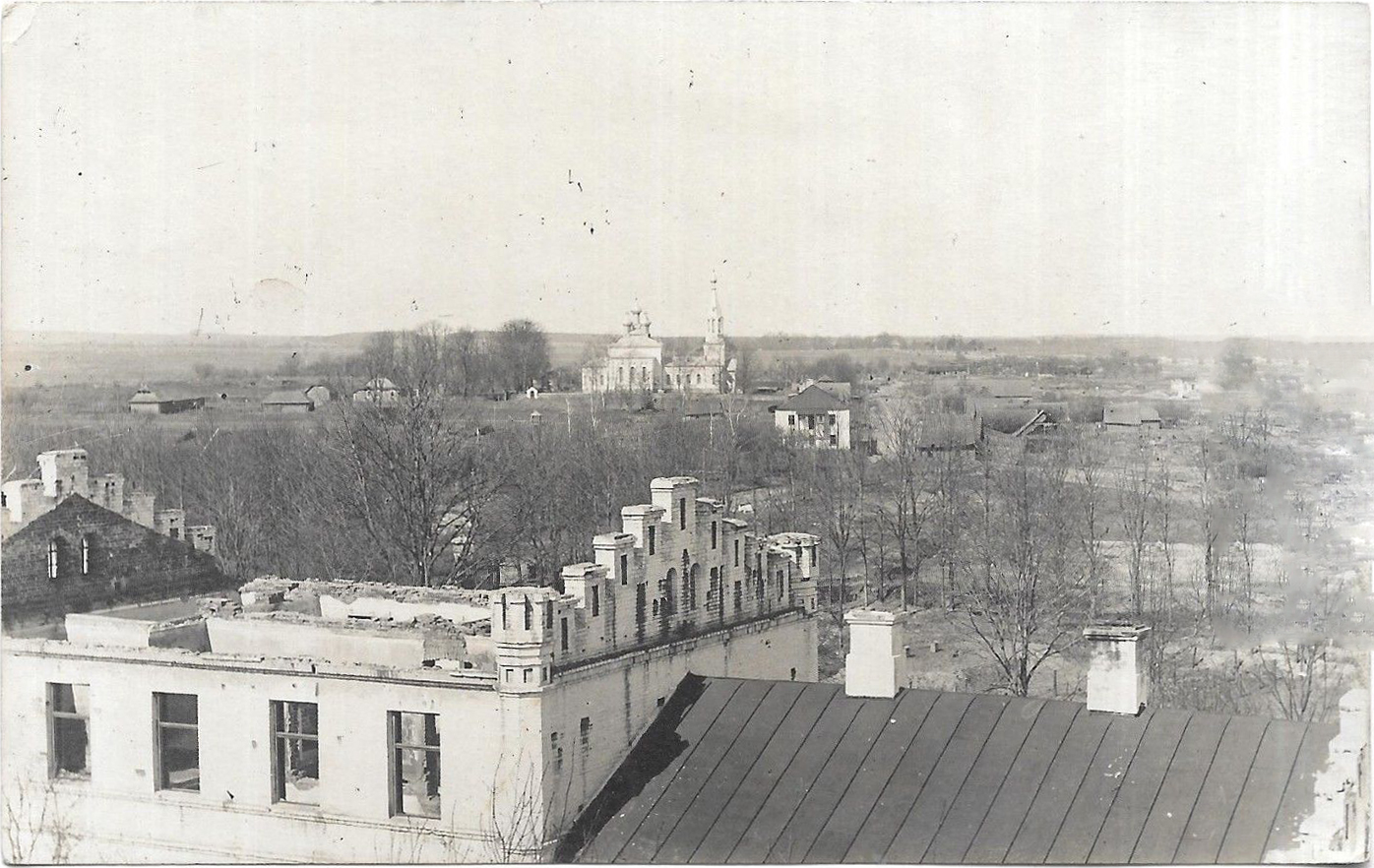
Панорама местечка с замка, 1916 г.

## Демография

### Численность
- 2025 год — 962 человек[3]

### Динамика
- 1645 год — около 150 дворов
- 1897 год — 3 239 человек
- 1995 год — 1,7 тыс. человек
- 1996 год — 1 628 человек (540 дворов)
- 2006 год — 1,4 тыс. человек
- 2016 год — 1 059 человек
- 2017 год — 1 081 человек
- 2023 год — 975 человек[8]
- 2024 год — 988 человек[9]
- 2025 год — 962 человек[3]

| Численность населения:                                                                          |
| Графики недоступны из-за технических проблем. См. информацию на Фабрикаторе и на mediawiki.org. |

## Экономика

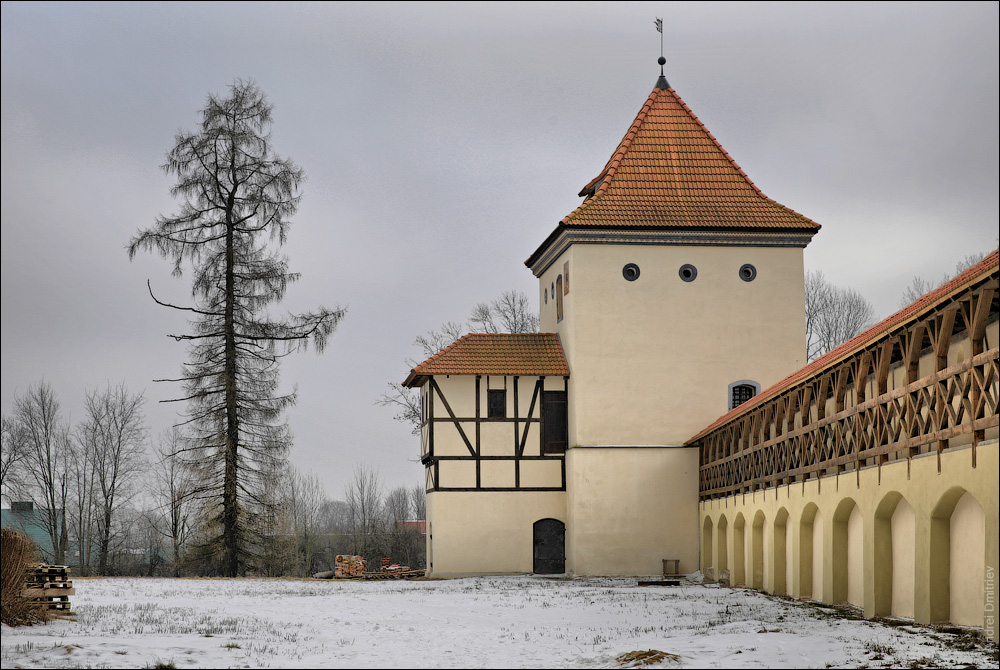
Любчанский замок

Сельское хозяйство «Принёманский». Предприятия пищевой промышленности.

## Культура
- Дом культуры в здании бывшей синагогиДом культуры
- Музей Любчанского края

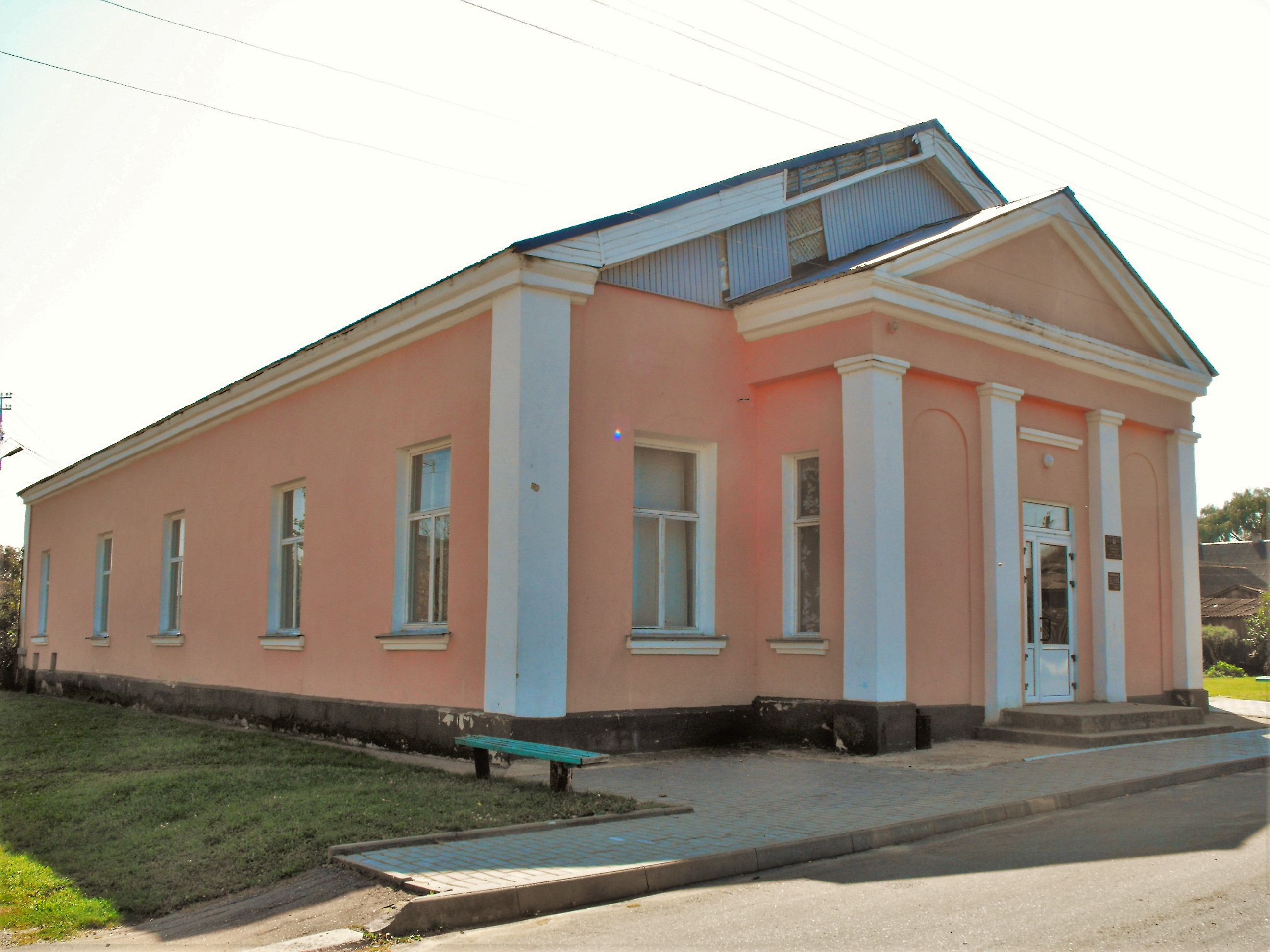
Дом культуры в здании бывшей синагоги

- Народный историко-краеведческий музей ГУО «Любчанская средняя школа имени Л. П. Сечко»
- Через Любчу проходит туристско-экскурсионный маршрут «Доро́гой замков».

## События и мероприятия
Ежегодный праздник «Любчанскі шпацыр Радзівілаў» – это праздник истории замка и доблести его воинов.

## Достопримечательность
- Историческая застройка (XIX в. — начало XX в.; фрагменты)
- Фрагменты замка: две башни, земляные укрепления с фрагментами оборонительных сооружений, бывший дворец, флигель —  Историко-культурная ценность Республики Беларусь, шифр 412Г000453.
- Любчанский парк
- Ильинская церковь (1910—1914), в русском стиле[16][17]
- Кладбище еврейское
- Синагога, еврейская школа (XIX в.)
- Костёл Св. Сердца Иисуса и Св. Марии

### Памятник, скульптура
- Памятник-бюст партизанки Л. П. Сечко (1969), около здания школы.
- Мемориальные доски в память о выдающихся врачах-хирургах В. В. Братковском и И. И. Гурине (2017). Установлены на здании Любчанской горпоселковой больницы.

### Утраченное наследие
- Синагога (XIX век)
- Церковь Св. Владимира (1889)

## Галерея

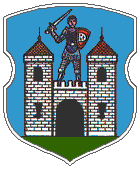
Исторический герб
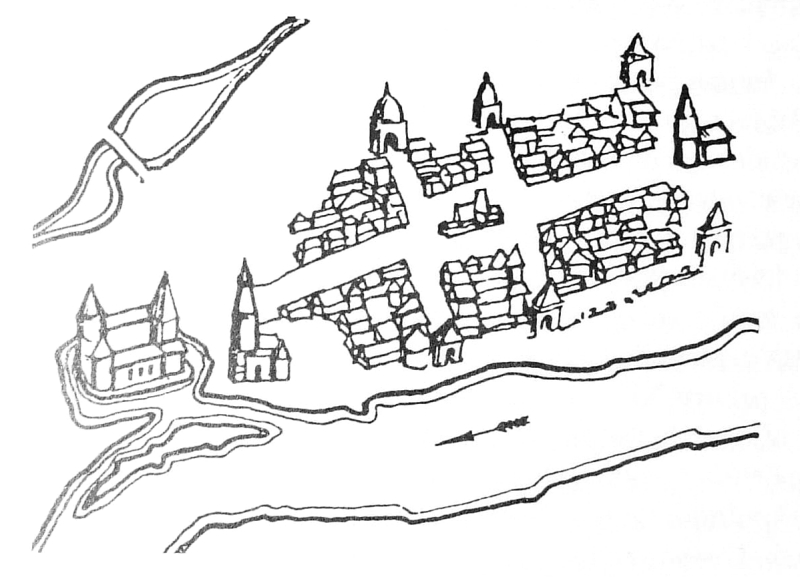
Замок в Любче, XVII в.
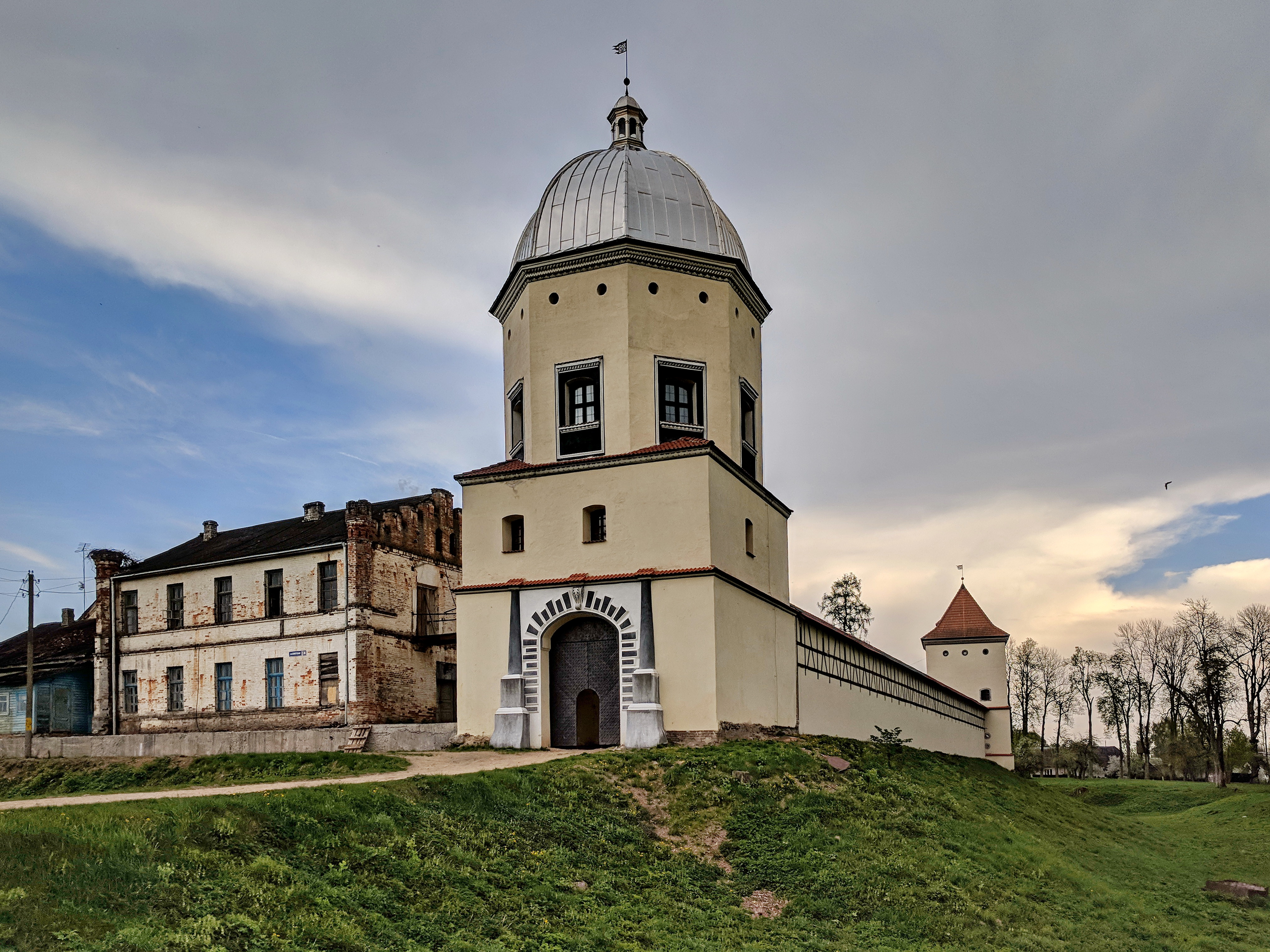
Любчанский замок
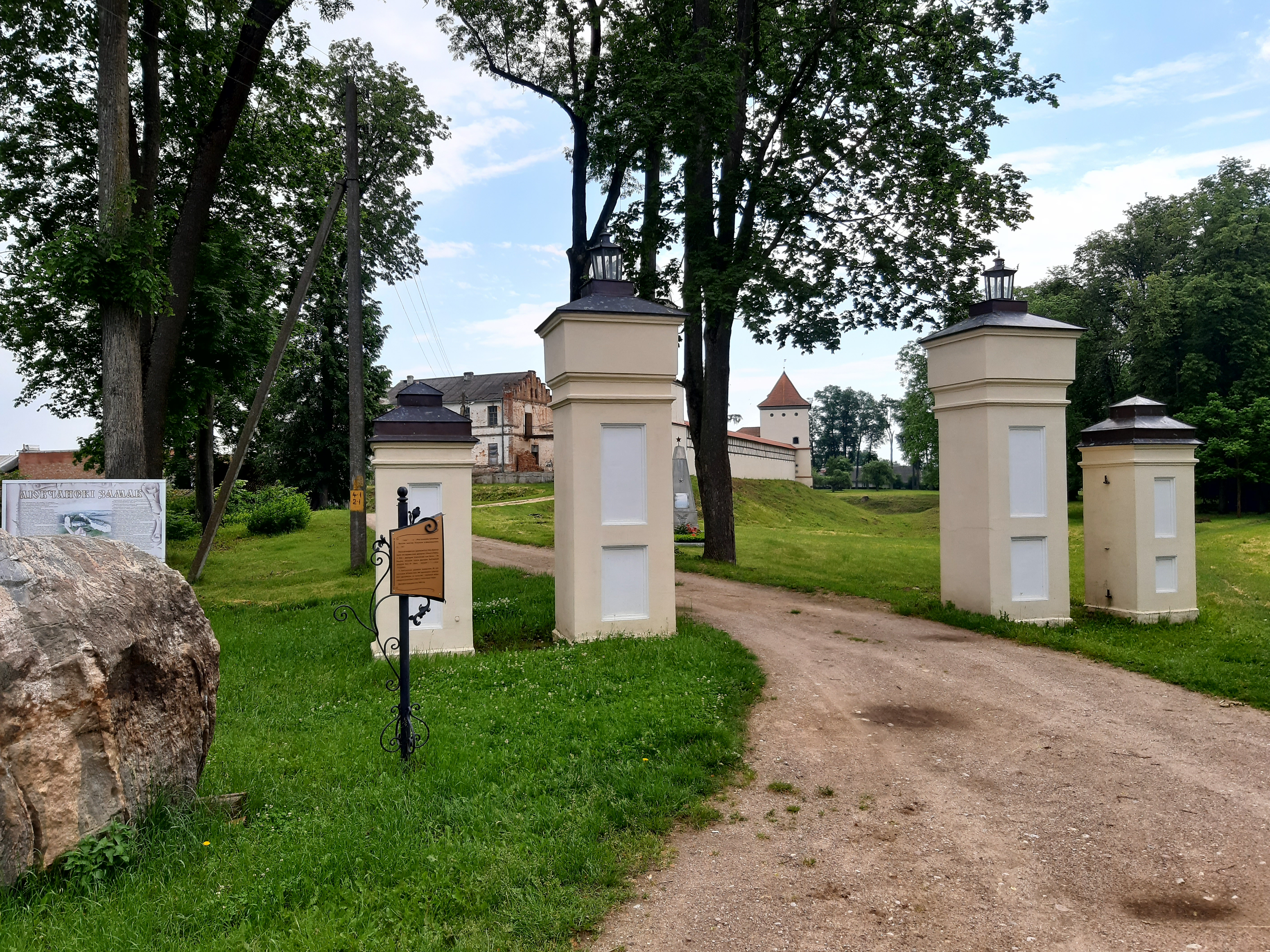
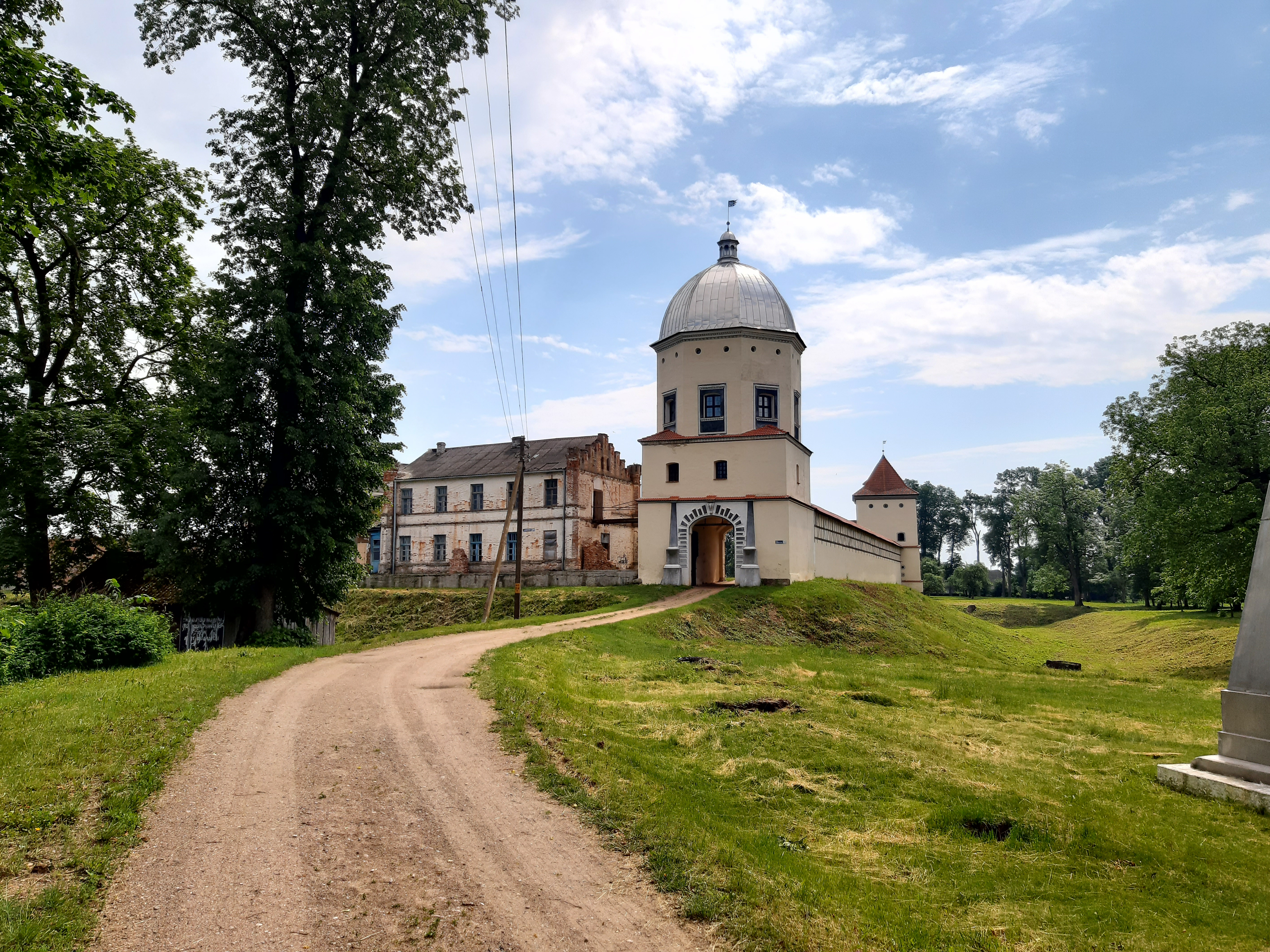
Любчанский замок
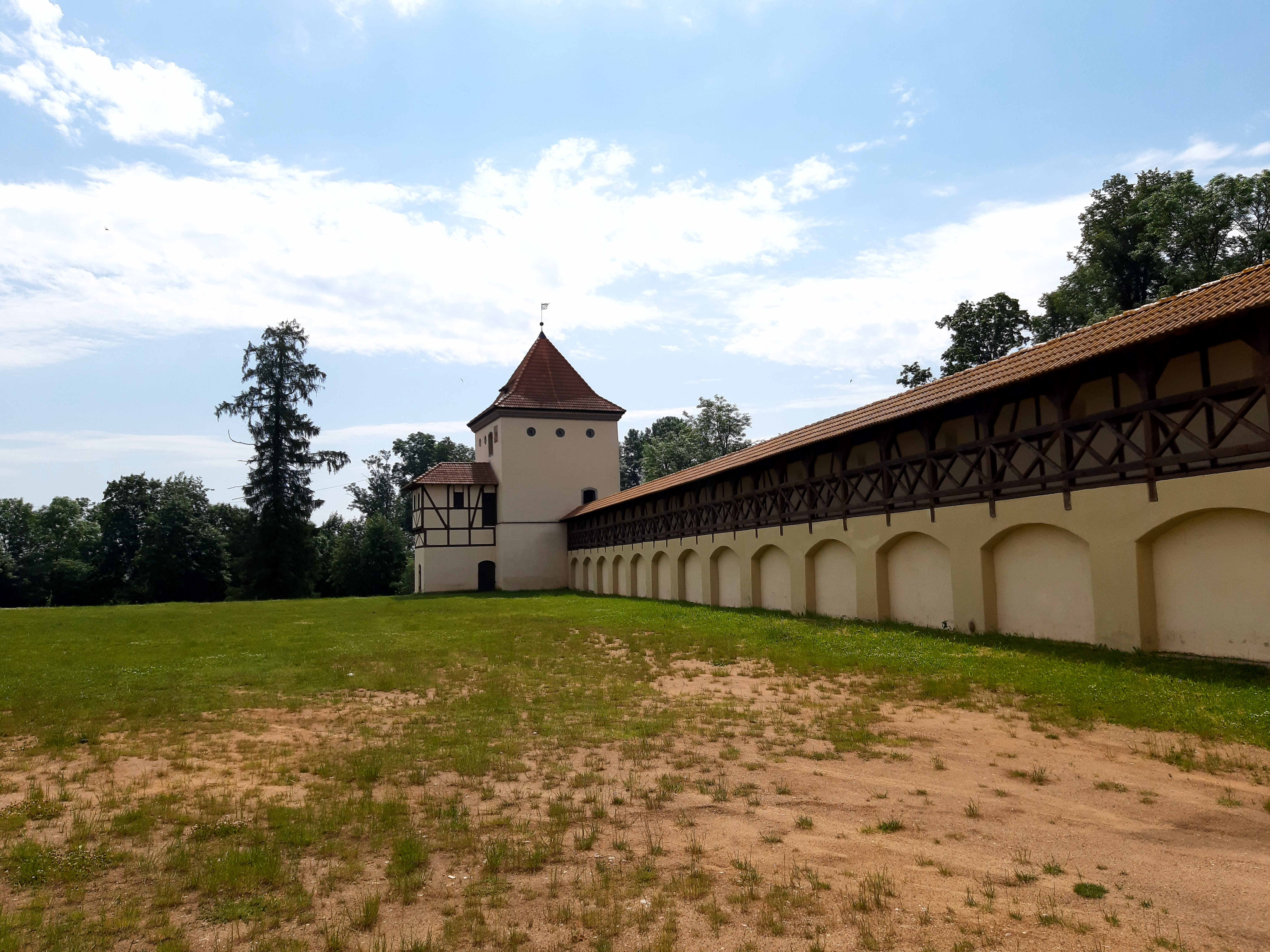
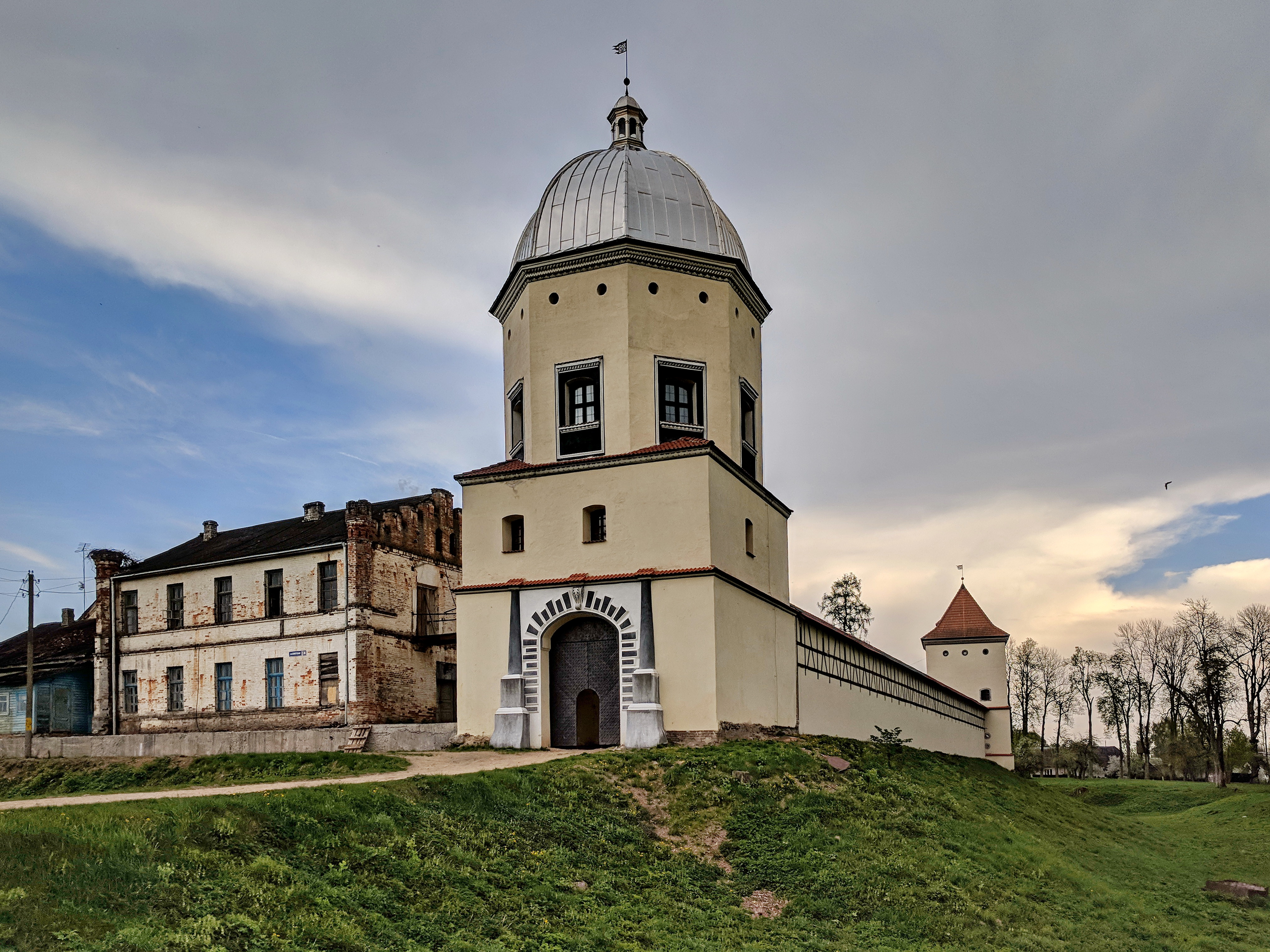
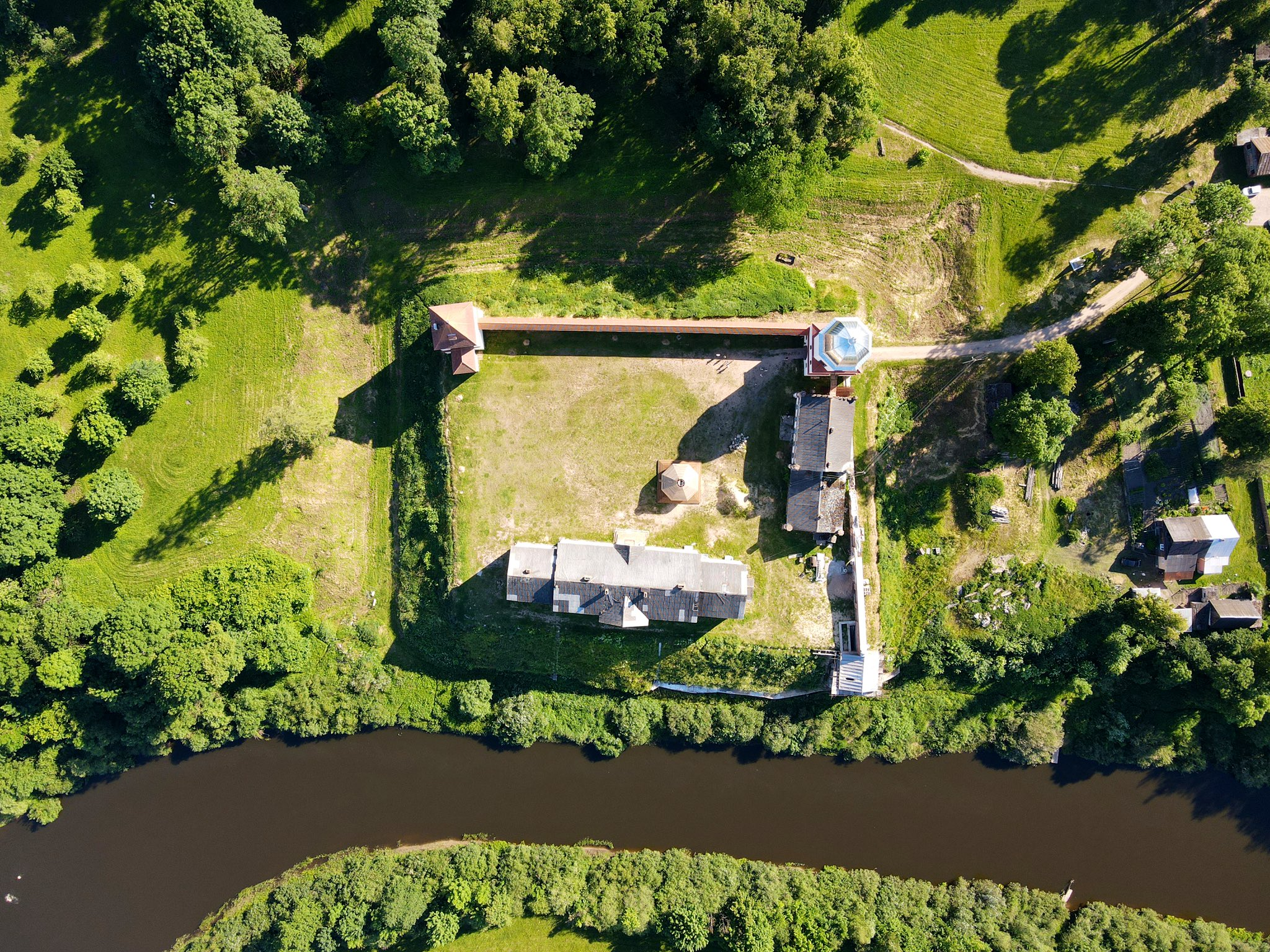
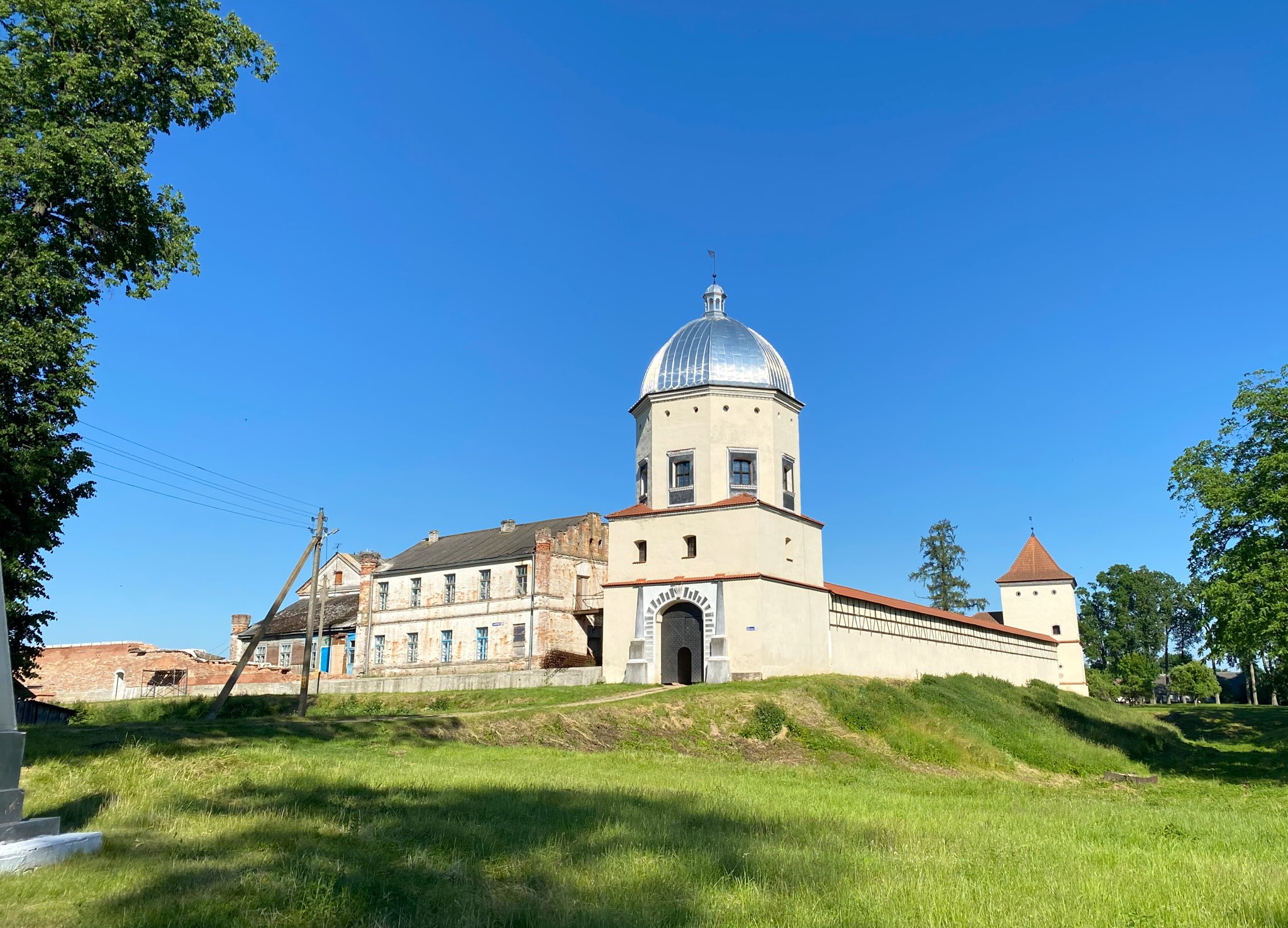
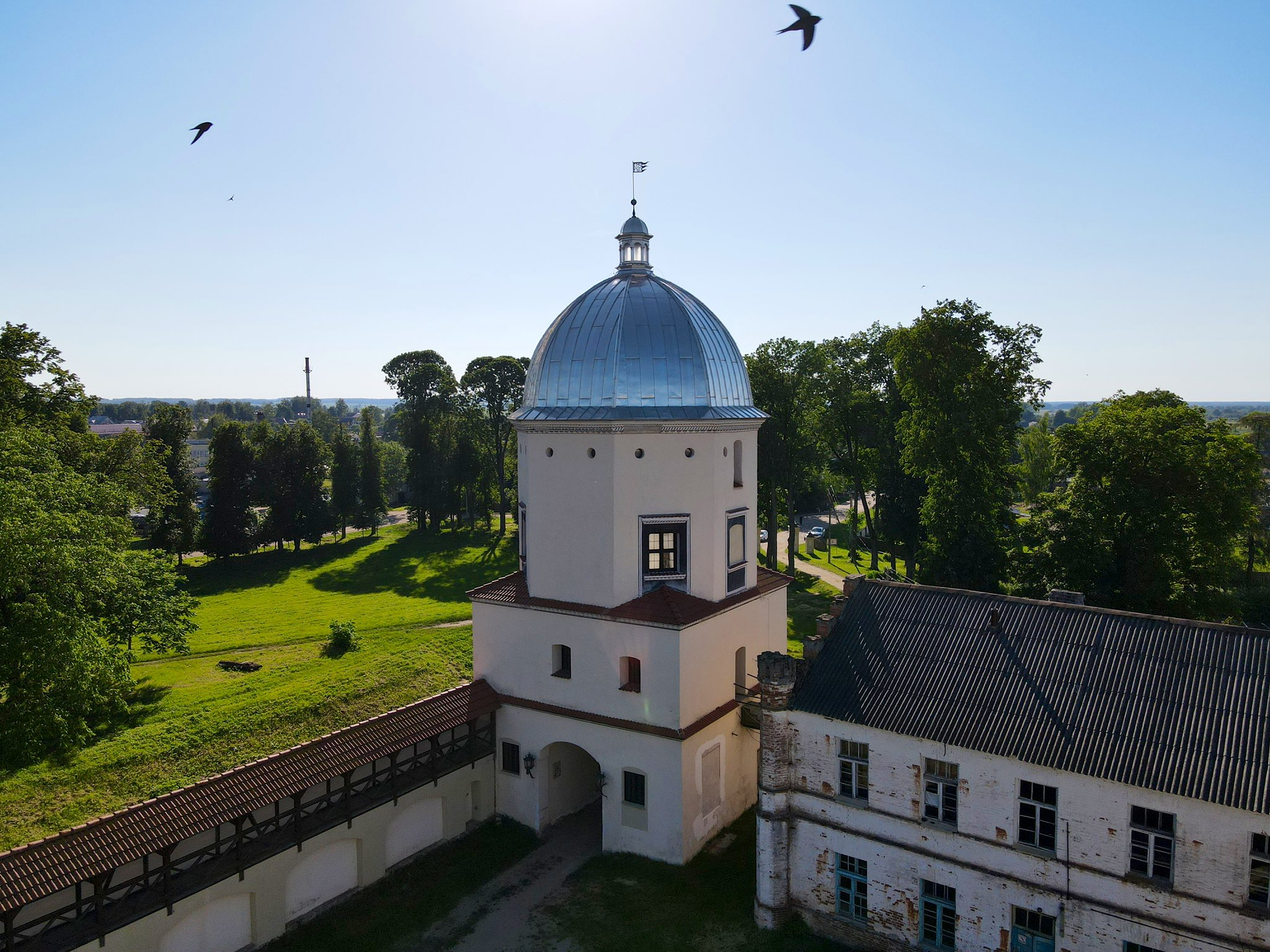
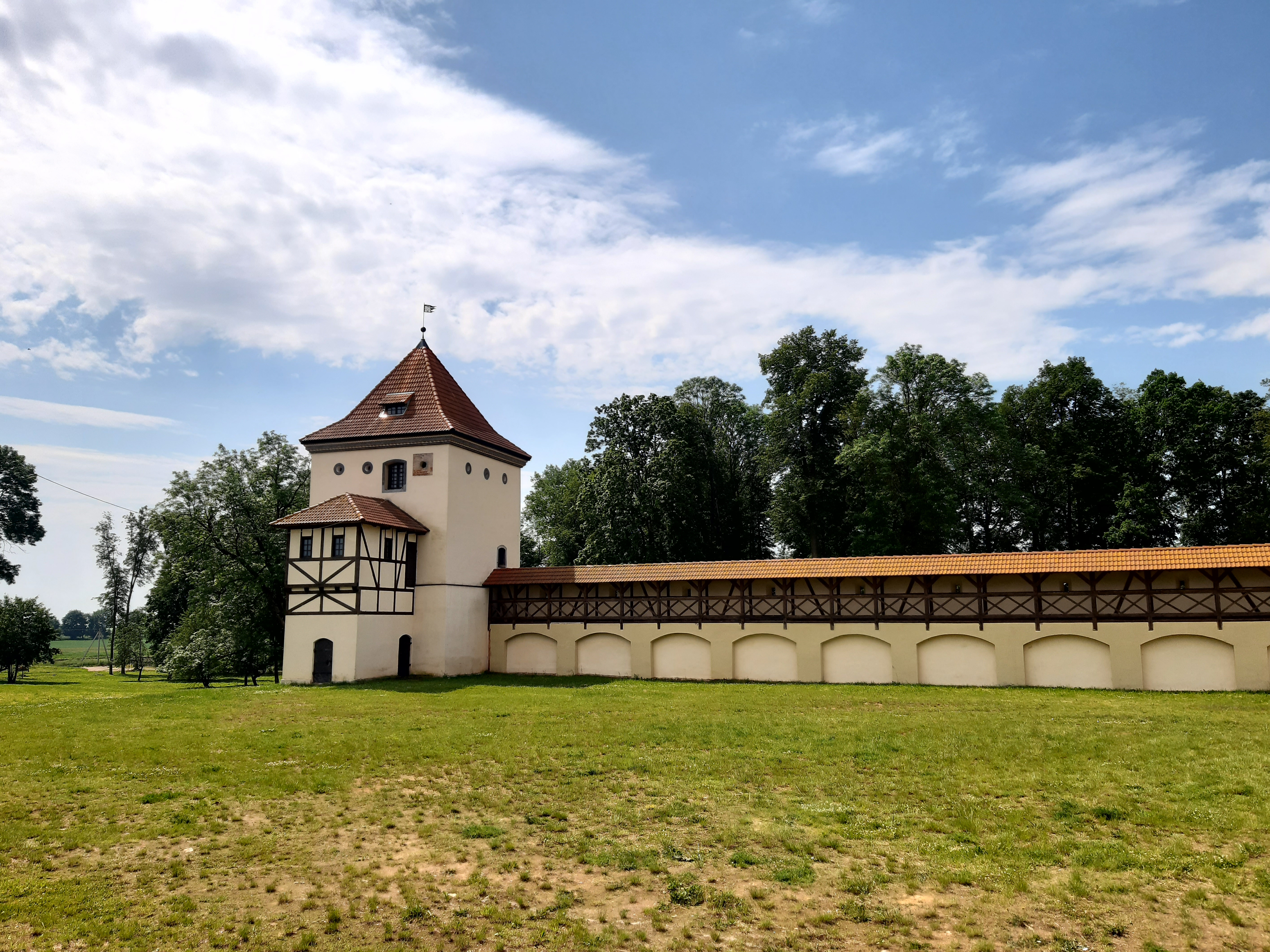
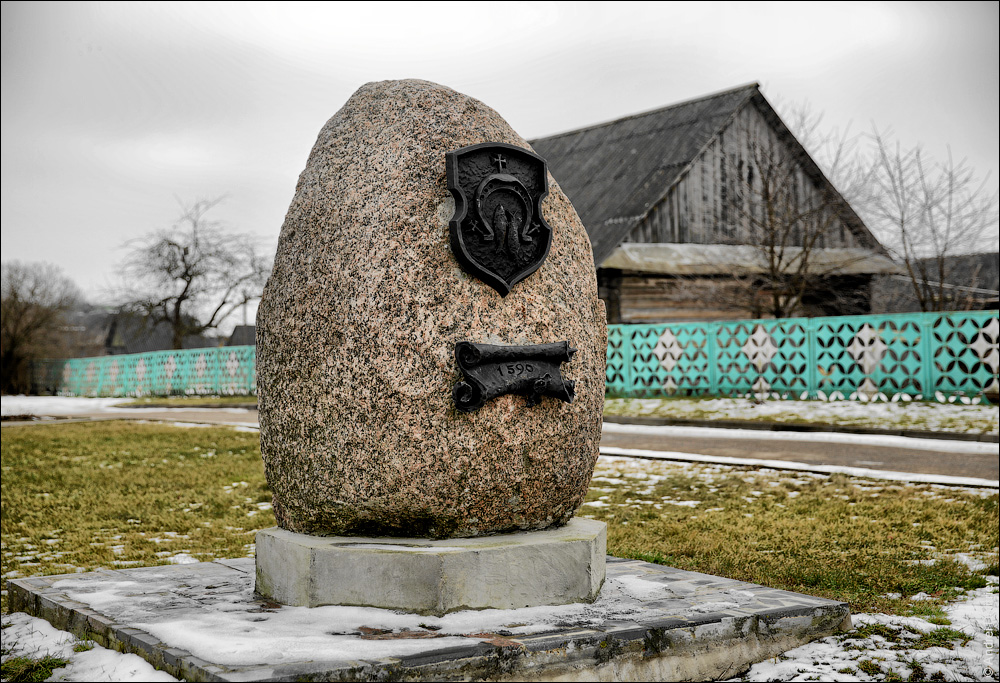
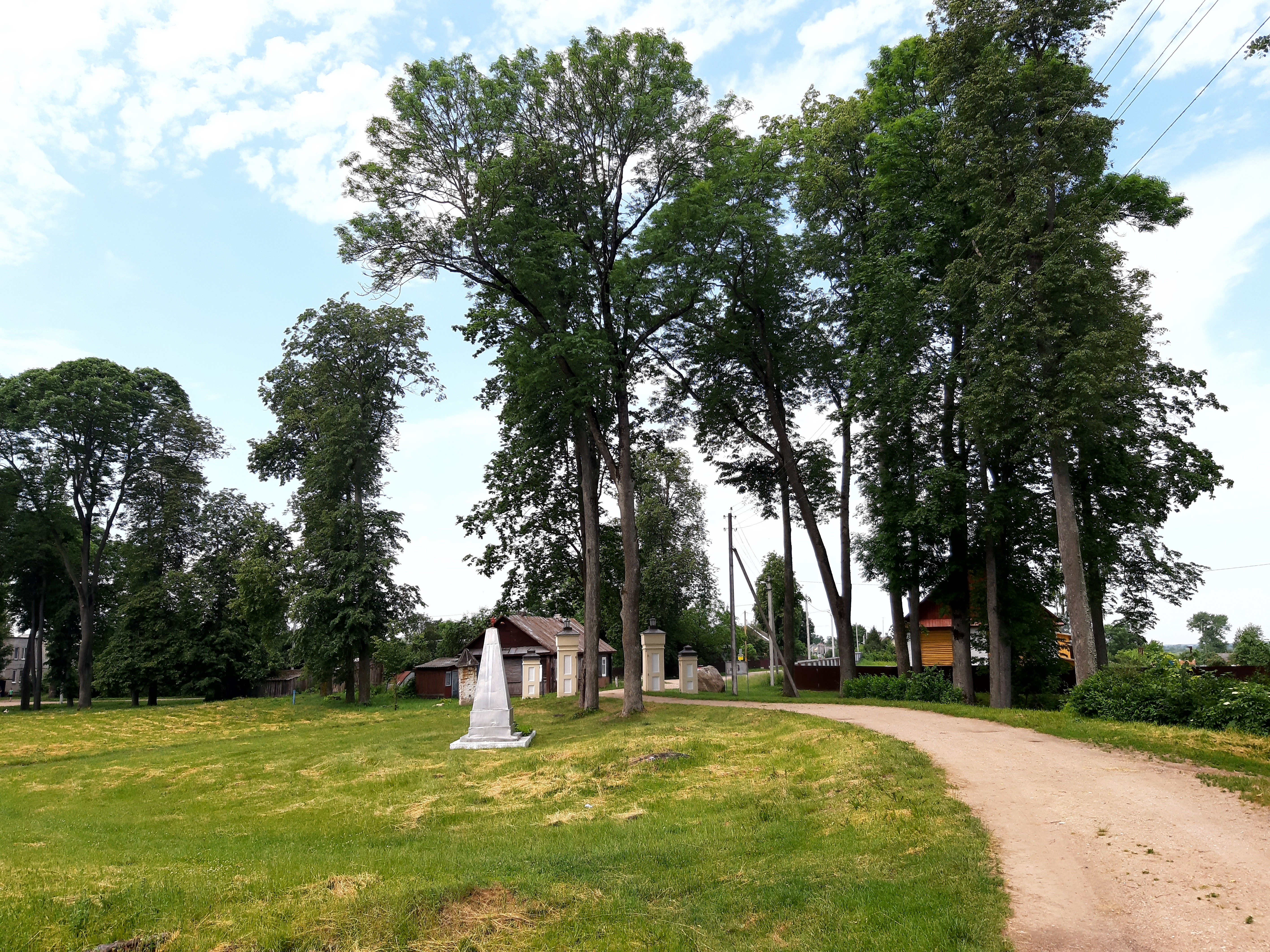
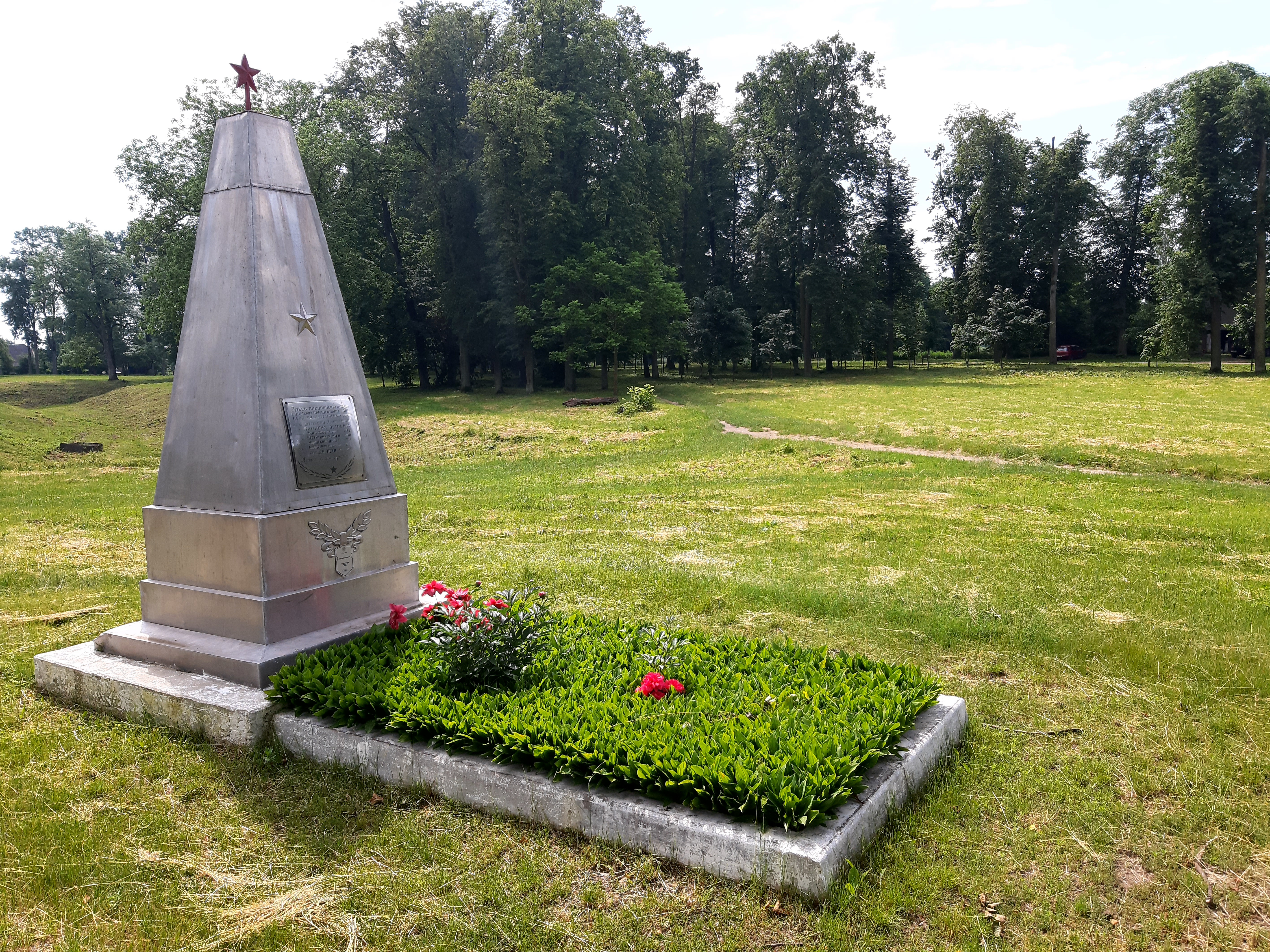
Памятник
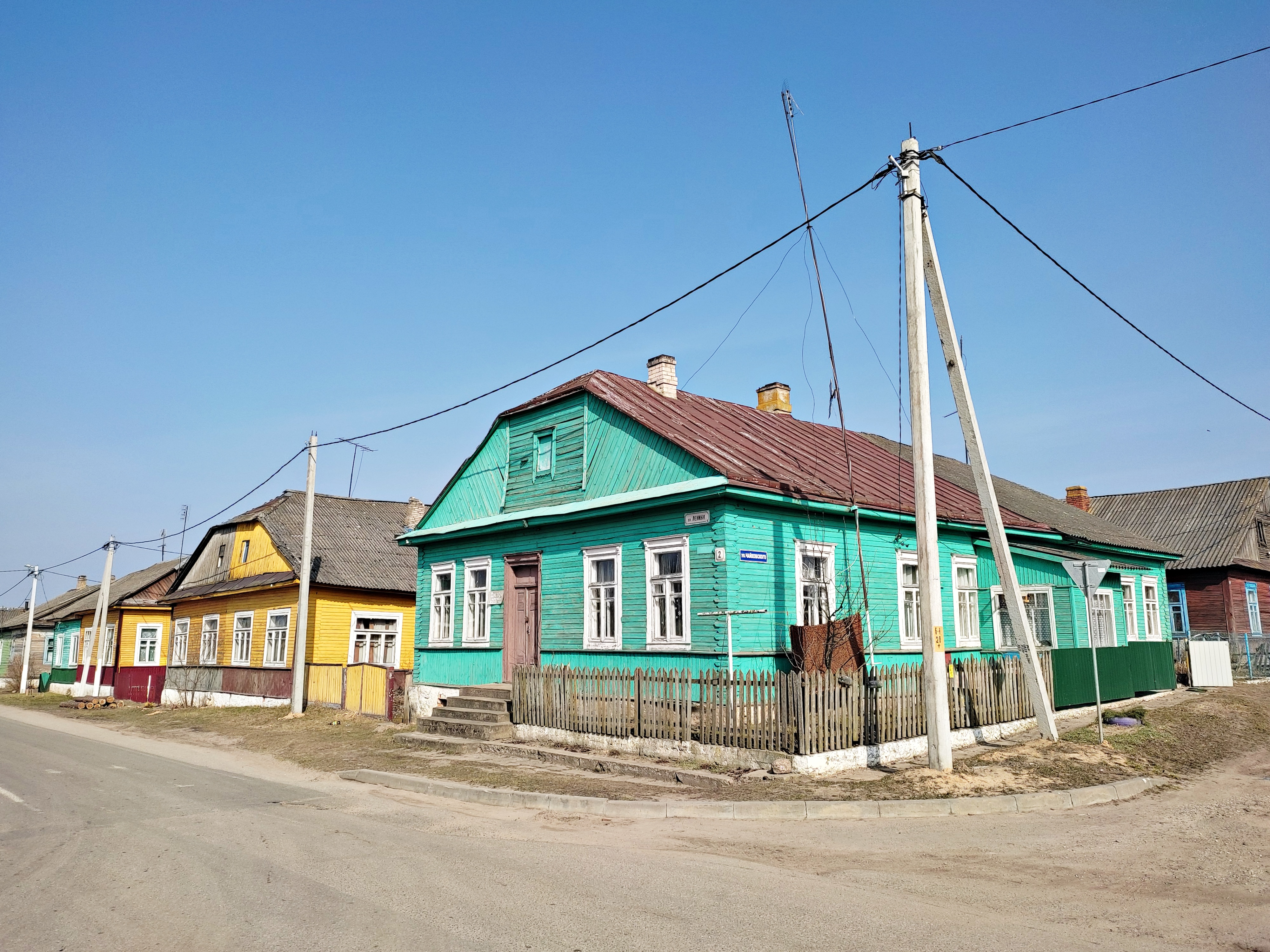